# Sa giông mào Donau
Sa giông mào Donau (danh pháp khoa học: Triturus dobrogicus) là một loài sa giông được tìm thấy tại miền trung và đông châu Âu, dọc theo lưu vực sông Danube (còn gọi là sông Donau), vài nhánh của nó và đồng bằng sông Dnepr. Nó nhỏ hơn và mảnh dẻ hơn so với các loài cùng chi Triturus, nhưng cũng như những loài này, con đực phát triển một mào da trên lưng và đuôi vào mùa sinh sản.
Trong nửa năm hoặc hơn, con trưởng thành sống ở các kênh chảy chậm, hồ, ao, nơi chúng sinh sản. Con cái đẻ chừng 200 trứng lên lá của các cây thủy sinh. Ấu trùng phát triển từ hai đến bốn tháng trước khi biến thái hoàn toàn. Phần còn lại của năm, loài này sống ở vùng đất bụi rậm, thường là rừng. Dù không được xem là bị đe dọa, những quần thể sa giông mào Donau đang suy giảm nhanh chóng, chủ yếu là do mất môi trường sống. 

## Phân loại
Sa giông mào Donau từng được mô tả như một thứ của sa giông mào phương Bắc (Triturus cristatus) bởi C. Kiritzescu năm 1903. Sau đó, nó được xem là một phân loài cho tới khi phân tích di truyền học cho thấy nó là một loài riêng. Sa giông mào phương Bắc thực ra chỉ là loài chị em của nó.
Nhưng quần thể bị cô lập tại châu thổ sông Danube và bồn địa Pannonia được mô tả như hai phân loài, T. dobrogicus dobrogicus và T. dobrogicus macrosoma, vào năm 2000. Tuy nhiên, nghiên cứu di truyền sau đó không ủng hộ việc phân biệt hai dạng này.:16

## Mô tả
Với chiều dài toàn cơ thể chỉ 13 đến 15 xentimét (5,1 đến 5,9 in), sa giông mào Donau là loài sa giông mào nhỏ nhất. Cơ thể nó mảnh dẻ, thon hơn những loài khác, thích nghi tốt cho việc bơi lội, đầu hẹp và các chi tương đối ngắn. Dạng cơ thể này được tạo ra nhờ tăng số lượng đốt sống có xương sườn: mỗi cá thể có 16–17 xương, con số cao nhất cỡ các loài sa giông mào.:10–14